# Línea 140 (Rosario)
Línea 140 forma parte del sistema de transporte urbano de pasajeros de la ciudad de Rosario, Argentina. Desde 2022 es operada por Rosario Bus. 
Originariamente el servicio de la línea 140 era prestado bajo la denominación de línea 51 Rojo por Cooperativa de Transporte Roque Sáenz Peña, luego Empresa de Transporte Roque Sáenz Peña S.R.L. (cambiando en 1986 su denominación a línea 140), Las Delicias Transporte Automotor S.R.L. (período durante el cual su recorrido es fusionado con la línea 148), desde 2009 por Empresa Mixta de Transporte Rosario Sociedad Anónima -EMTRSA- hasta el 31 de diciembre de 2018, ya que a partir del 1° de enero de 2019, la empresa El Cacique Ros se hace cargo de la línea hasta su salida de la ciudad para finalmente ser transferida a Rosario Bus S.A.

## Recorrido

### 140
Servicio diurno y nocturno.
|  | lDAMPF | KBHFa |  |

|  |  | BHF |

|  |  | BHF |

|  |  | BHF |

|  |  | BHF |

|  |  | BHF |

|  |  | BHF |

|  |  | BHF |

|  | ARCH | BHF |  |

|  |  | BHF |

|  |  | BHF |

|  |  | BHF |

|  |  | BHF |

|  |  | STR+lBUEq |

|  |  | BHF |

|  |  | BHF |

|  |  | BHF |

|  |  | BHF |

|  |  | BHF |

|  |  | BHF |

|  |  | BHF |

|  |  | BHF |

|  |  | BHF |

|  |  | STR+lBUEq |

|  |  | BHF |

|  |  | KRZu |

|  |  | KBHFe |